# محمود كبيبو
محمود كبيبو (1941 - 2020)، هو مترجم سوري، متخصص في الترجمة من الألمانية إلى العربية، وبالعكس، له عشرات الكتب المترجمة من أهمها موسوعة البدو. عُرف بترجمة الدراسات الاستشراقية وكتب الرحلات حول شبه الجزيرة العربية والتاريخ الإسلامي.

## حياته
ولد محمود كبيبو في قرية الكنديسية، شمال شرق اللاذقية في سوريا، حصل على الشهادة الثانوية بتفوق من مدرسة جول جمال، وأوفدته الدولة السورية إلى ألمانيا الغربية لدراسة الاقتصاد، ونال شهادة الماجستير من جامعة بون. عاد في أواخر الستينيات وعمل في وزارة الإسكان ثم في مؤسسة الإسكان العسكرية حتى منتصف الثمانينات، وعاد بعدها إلى ألمانيا ليعمل كمترجم متعاقد مع السفارة السورية في كلٍ من بون وبرلين حتى بلغ سن التقاعد، وأمضى بقية حياته متنقلاً بين سوريا وألمانيا، حتى وافته المنية في اللاذقية، ووري الثرى في مسقط رأسه، الكنديسية.

### سيرته المهنية
شارك محمود كبيبو لمدة عشر سنوات في ترجمة (مجلة دويشلاند) التي تصدرها وزارة الخارجية الألمانية.  وترجم كتاب«حقائق عن ألمانيا»  والعديد من الأبحاث.
بدأ عام 1996 تعاونه مع دار الورّاق للنشر اللندنية، وأثمر هذا التعاون عن عشرات الكتب، التي تتطلب الكثير من البحث والتدقيق والعودة إلى النصوص والمخطوطات التراثية الدينية والتاريخية.

## من مؤلفاته
الكتب التي تمت ترجمتها ونشرها:
- موسوعة البدو «أربعة مجلدات»:  البارون ماكس فون أوبنهايم
- ألف عاَلمَ وعَالَم- كتابات عربية كلاسيكية من القرآن حتى ابن خلدون: البروفيسور يوهان كريستوف بيرغل
- تاريخ علم الكلام الإسلامي من النبي محمد حتى الوقت الحاضر: البروفيسور تيلمان ناغِل
- من تاريخ الحركات الدينية في الإسلام: المستشرق المجري د. مارتين شراينر
- الصيغة العربية لكاتب مجهول- الإسكندر الأفردوسي: البروفيسور ألبرت ديتريش
- الشيعة الاثنا عشرية في زمن المغول: البروفيسور رودولف شتروتمان
- الشيعة: البروفيسور هاينس هالم
- حكاية أبي القاسم البغدادي: محمد بن أحمد المطهر الأزدي- تحقيق  آدم مِتس
- حكاية سؤول وشمول: قصة تراثية من الأدب العربي، تحقيق العالم الألماني سيبولد
- التقوى الإسلامية: البروفيسور ألفرِد يرمياس
- مشكلة تاريخ الثقافة الإسلامية: العالم الألماني يورغ كريمر
- المنبر في الشعائر الدينية للإسلام الأولي: البروفيسور كارل هيرتنش بيكر
- الحق الأمومي عند العرب القدامى: البروفيسور جورج الكسندر فيلكن
- القهر والسلطة - القدرة الإلهية والقوة المستمدة منها، الدين والعالم في الإسلام: البروفيسور يوهان كريستوف بيرغل
- باسم الله؟ اضطهاد المسيحيين في العالم الإسلامي: المستشرقة الألمانية ريتا بروير
- الفرقة  الزيدية: البروفيسور رودولف ستروتمان (ترجمة بالتعاون مع د. عماد غانم)
- أشعار وأغانٍ تونسية من القرن التاسع عشر: هانس شتومه
- أشراف مكة: البروفيسور فرديناند فوستنفيلد
- رحلة إلى وسط الجزيرة العربية 1892 م - 1314 هـ: البارون إدوارد نولده (ترجمة بالتعاون مع د. عماد غانم)
- مشجرات أنساب القبائل والعوائل العربية – مجلد 1: البروفيسور فرديناند فوستنفيلد
- مشجرات أنساب القبائل والعوائل العربية – مجلد 2: البروفيسور فرديناند فوستنفيلد
- رحلة إلى داخل الجزيرة العربية /النص الكامل 1-2: يولويس أويتنغ (ترجمة بالتعاون مع د. عماد غانم)

- إمبراطورية المهدي وصعود الفاطميين: البروفيسور هاينس هالم
- الرموز والطلاسم السحرية عند المسلمين - التمائم والخواتم: العالم الألماني  ألكسندر فينكلر
- في الصحراء العربية: ألويس موزيل
- بدو وسط الجزيرة عادات وتقاليد وحكايات وأغاني: جوهن جاكوب هيس
- أسماء بدو من وسط الجزيرة العربية: جوهن جاكوب هيس
- في ظل الله - لماذا يجب ألا نخاف من الإسلام: ميشيل لودرس
- النقط والدوائر مع نبذة من شرح البيان وبدر الخلق: تحقيق كريستيان فريدخ سيبلد
- من البحر المتوسط إلى الخليج ج1 - لبنان وسوريا: ماكس فون أوبنهايم
- من البحر المتوسط إلى الخليج ج 2- العراق والخليج: ماكس فون أوبنهايم
- الدروز: ماكس فون أوبنهايم
- رحلة إلى ديار شمر وبلاد شمال الجزيرة: ماكس فون أوبنهايم
- رحلة إلى مسقط عبر الخليج: ماكس فون أوبنهايم
- عن التاريخ المعاصر لشبه الجزيرة العربية: ألويس موزيل
- البيت العراقي في بغداد ومدن عراقية أخرى: أوسكار رويتر

كتب صدرت عن دور نشر أخرى:
- عبد الله القصيمي من أصولي إلى ملحد: يورغن فازلّا- الناشر: دار الكنوز الأدبية، بيروت
- تاريخ النشوء –في البدء كان الهيدروجين:  هويمارفون ديتفورت – الناشر: دار الحوار، سوريا
- كنوز سوريا القديمة- اكتشاف مملكة قطنا: الناشر: مجموعة من علماء الآثار- متحف الولاية في فورتمبرغ في شتوتغارت ألمانيا بالتعاون مع المديرية العامة للآثار والمتاحف في سوريا
- الطوطم والتابو: بعض المطابقات في نفسية المتوحشين والعصابين: سيغموند فرويد (ترجمة بو علي ياسين، مراجعة محمود كبيبو)- الناشر: دار الحوار، سوريا[1]

كتب في طريقها للنشر:
- موقف الأصولية الإسلامية القديمة من علوم الأوائل: البروفيسور إغناتس غولدتسيهر.
- علم الصفات الإلهية  في الإسلام الأولي:  العالم الألماني البروفيسور أوتّو برِتسل.
- محمد ابن الحنفية والتاريخ الأولي  للإسلام:  العالم الألماني هوبرت بانغ.
- عالم الإسلام /تاريخ –عقيدة –فقه: المستشرق الألماني مارتن هارتمن.
- الحسن البصري والتاريخ الاولي للإسلام: البروفيسور هآنس هارتس شيدر+ البروفيسور هلمت ريتر
- تاريخ تطور الصلاة والشعائر الإسلامية: البروفيسور اويغن مينفوخ + البروفيسور كارل هرينش  بيكر

كتب لم تكتمل ترجمتها:
- عزرا الكاتب -  المستشرق الألماني البروفيسور هانس هاينريش شيدر- دار الورّاق للنشر، لندن
- (مدخل إلى  الثقافة الفكرية العليا للإسلام): المستشرق الألماني البروفيسور ماكس هورتن، دار الورّاق للنشر، لندن

## الجوائز والتقدير
- جائزة أفضل عمل مترجم إلى العربية في معرض فرانكفوت عام 2004 عن موسوعة البدو
- القائمة الطويلة للدورة الثالثة عشرة من جائزة الشيخ زايد للكتاب لفرع «الترجمة»، عن كتاب «تاريخ علم الكلام الإسلامي من النبي محمد حتى الوقت الحاضر»
- قال (البروفيسور يوهان كريستوف بيرغل) في مقدمة كتابه "القهر والسلطة –القدرة الالهية والقوة المستمدة منها الدين والعالم في الإسلام " عن ترجمة محمود كبيبو " أن تقترح عليّ دار نشر عربية نشر تعريب للكتاب لم يكن ليخطر على بالي حتى في المنام. ولما طرح علّي السؤال: إذا كنت موافقا على ذلك كنت مندهشاً جداً، لكنني وافقت على الفور دون تحفظ ! بشرط واحد وهو أن ترسل لي الترجمة تباعاً لتدقيقها.إذا إنني قد سبق لي أن شاهدتُ مراراً وتكراراً أن ماكتبته وما عنيته لم يبق منه في الترجمة – على سبيل المثال إلى اللغة الفارسية –إلا القليل. وافق الناشر على ذلك وتقيد المترجم- وهو مهاجر سوري يعيش في ألمانيا- بهذه القاعدة. وفور استلامي الصفحات الأولى تأكدت بسرور بالغ أن من يقوم بالتعريب مترجم قدير متميز واسع الخبرة، أصاب حتى في تعريب المقاطع الصعبة أيضاً. أي أن القارئ العربي في وسعه أن يكون واثقاً أن ما يقرأه مطابقٌ تماماً لما أقصده.
- قال البروفيسور  تيلمان ناغل عن ترجمته لكتابه «تاريخ علم الكلام الإسلامي»: إنه خير ترجمة لما كتبت.
- قال (البروفيسور هانس هالم) عن ترجمة كتابه «أمبراطورية المهدي وصعود الفاطميين» إنها ترجمة أمينة ودقيقة.

## وفاته
غيّبه الموت يوم الاثنين، الأوّل من شهر يونيو إثر أزمة صحية مفاجئة.